# Posizione dominante
Con posizione dominante si intende una particolare titolarità da parte di una impresa di una quota di mercato del settore interessato relativa alla produzione e vendita di beni e servizi, che rispetto alle altre aziende concorrenti, le permette di operare sul mercato in condizione di netta superiorità rispetto alla concorrenza.
La posizione dominante consente, all'azienda che la detiene, di operare sul mercato dettando essa stessa le regole della concorrenza, ad esempio imponendo a tutte le altre aziende una determinata strategia di prezzo o determinate caratteristiche del prodotto.
Di per sé la posizione dominante non rappresenta un fattore negativo in particolare per quei settori dove per operare efficacemente è necessario che le attività vengano svolte su larga scala. 
Nella maggior parte dei casi la presenza di una posizione dominante progressivamente induce le altre aziende operanti in quella stessa area di mercato a specializzarsi su settori più ridotti oppure a cedere il controllo sulla proprietà alla azienda dominante, che in questo modo si rafforza ulteriormente.
Ciò può condurre a conseguenze giuridiche, ad esempio alcuni ordinamenti sanzionano la situazione dell'"abuso di posizione dominante", che è un illecito la cui fattispecie si concretizza nel caso in cui l'azienda dominante operi utilizzando il proprio potere economico con l'espressa intenzione di schiacciare ed eliminare la concorrenza.